# Гашперді
Гашперді (груз. გაშფერდი) — село в Грузії.
За даними перепису населення 2014 року в селі проживає 622 особи.